# Ászkahangya

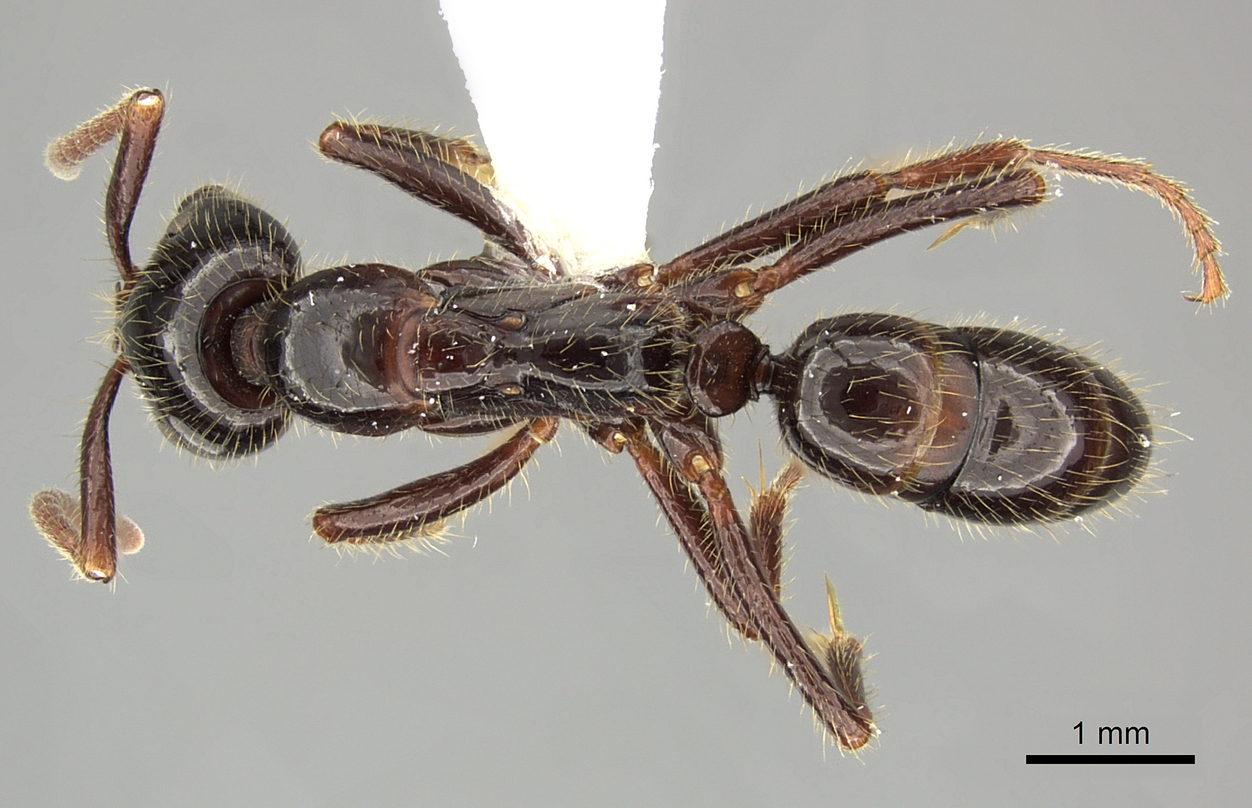
Indiai ászkahangya (Leptogenys processionalis)

Az ászkahangya (Leptogenys) a barázdáshangya-formák (Ponerinae) alcsaládjában a névadó barázdáshangya-rokonúak (Ponerini) nemzetség egyik neme több mint háromszáz leírt fajjal.

## Származása, elterjedése
A kozmopolita nem fajai az Ó- és Újvilágban egyaránt megtalálhatóak. Magyarországon két fajuk él:
- a típusfaj közönséges ászkahangya (Leptogenys falcigera) és
- az indiai ászkahangya (Leptogenys processionalis)

## Életmódja, élőhelye
Az indiai ászkahangya (Leptogenys processionalis) pár naponta új helyre költözik. Ilyenkor a kolónia nemcsak a petéket, lárvákat és bábokat viszi magával, de hangyavendégeit is (Foitzik–Fritsche, p. 54.).

## Fajai
- Leptogenys academica
- Leptogenys acutangula
- Leptogenys acutirostris
- Leptogenys adlerzi
- Leptogenys alamando
- Leptogenys alatapia
- Leptogenys alluaudi
- Leptogenys amazonica
- Leptogenys ambigua
- Leptogenys ambo
- Leptogenys amon
- Leptogenys amu
- Leptogenys anacleti
- Leptogenys andritantely
- Leptogenys angusta
- Leptogenys angustinoda
- Leptogenys anitae
- Leptogenys anjara
- Leptogenys ankhesa
- Leptogenys antillana
- Leptogenys antongilensis
- Leptogenys arcirostris
- Leptogenys arcuata
- Leptogenys arnoldi
- Leptogenys aspera
- Leptogenys assamensis
- Leptogenys attenuata
- Leptogenys australis
- Leptogenys avaratra
- Leptogenys avo
- Leptogenys barimaso
- Leptogenys bellii
- Leptogenys bezanozano
- Leptogenys bhartii
- Leptogenys bidentata
- Leptogenys bifida
- Leptogenys binghamii
- Leptogenys birmana
- Leptogenys bituberculata
- Leptogenys bohlsi
- Leptogenys borivava
- Leptogenys borneensis
- Leptogenys breviceps
- Leptogenys breviloba
- Leptogenys bubastis
- Leptogenys buyssoni
- Leptogenys caeciliae
- Leptogenys camerunensis
- Leptogenys carbonaria
- Leptogenys carinata
- Leptogenys carioca
- Leptogenys castanea
- Leptogenys centralis
- Leptogenys chalybaea
- Leptogenys chamela
- Leptogenys chelifera
- Leptogenys chinensis
- Leptogenys chrislaini
- Leptogenys ciliata
- Leptogenys clarki
- Leptogenys coerulescens
- Leptogenys comajojo
- Leptogenys confucii
- Leptogenys conigera
- Leptogenys conradti
- Leptogenys consanguinea
- Leptogenys cordoba
- Leptogenys corniculans
- Leptogenys cracens
- Leptogenys crassicornis
- Leptogenys crassinoda
- Leptogenys crudelis
- Leptogenys crustosa
- Leptogenys cryptica
- Leptogenys cuneata
- Leptogenys curva
- Leptogenys dalyi
- Leptogenys darlingtoni
- Leptogenys dasygyna
- Leptogenys davydovi
- Leptogenys deborae
- Leptogenys dentilobis
- Leptogenys diana
- Leptogenys diatra
- Leptogenys diminuta
- Leptogenys donisthorpei
- Leptogenys drepanon
- Leptogenys edsoni
- Leptogenys ebenina
- Leptogenys elegans
- Leptogenys elongata
- Leptogenys emeryi
- Leptogenys emiliae
- Leptogenys ergatogyna
- Leptogenys erugata
- Leptogenys erythraea
- Leptogenys excellens
- Leptogenys excisa
- Leptogenys exigua
- Leptogenys exudans
- közönséges ászkahangya (Leptogenys falcigera)
- Leptogenys fallax
- Leptogenys famelica
- Leptogenys fasika
- Leptogenys ferrarii
- Leptogenys fiandry
- Leptogenys foraminosa
- Leptogenys foreli
- Leptogenys fortior
- Leptogenys fotsivava
- Leptogenys foveonates
- Leptogenys foveopunctata
- Leptogenys fugax
- Leptogenys furtiva
- Leptogenys gagates
- Leptogenys gaigei
- Leptogenys gatu
- Leptogenys glabra
- Leptogenys gorgona
- Leptogenys gracilis
- Leptogenys grandidieri
- Leptogenys guianensis
- Leptogenys guineensis
- Leptogenys hackeri
- Leptogenys hanseni
- Leptogenys harmsi
- Leptogenys havilandi
- Leptogenys hebrideana
- Leptogenys hemioptica
- Leptogenys hezhouensis
- Leptogenys hodgsoni
- Leptogenys honduriana
- Leptogenys honoria
- Leptogenys huangdii
- Leptogenys huapingensis
- Leptogenys humiliata
- Leptogenys hysterica
- Leptogenys iheringi
- Leptogenys imerinensis
- Leptogenys imperatrix
- Leptogenys incisa
- Leptogenys indigatrix
- Leptogenys ingens
- Leptogenys intermedia
- Leptogenys intricata
- Leptogenys iridescens
- Leptogenys iridipennis
- Leptogenys itoi
- Leptogenys ixta
- Leptogenys jeanettei
- Leptogenys jeanneli
- Leptogenys johary
- Leptogenys josephi
- Leptogenys kanaoi
- Leptogenys karawaiewi
- Leptogenys keysseri
- Leptogenys khammouanensis
- Leptogenys khaura
- Leptogenys kiche
- Leptogenys kitteli
- Leptogenys kraepelini
- Leptogenys laeviterga
- Leptogenys langi
- Leptogenys laozii
- Leptogenys lattkei
- Leptogenys lavavava
- Leptogenys leiothorax
- Leptogenys letilae
- Leptogenys linearis
- Leptogenys linda
- Leptogenys lohahela
- Leptogenys longensis
- Leptogenys longiceps
- Leptogenys longiscapa
- Leptogenys lucida
- Leptogenys lucidula
- Leptogenys luederwaldti
- Leptogenys mactans
- Leptogenys magna
- Leptogenys malama
- Leptogenys malayana
- Leptogenys mangabe
- Leptogenys manja
- Leptogenys manni
- Leptogenys manongarivo
- Leptogenys mastax
- Leptogenys mavaca
- Leptogenys maxillosa
- Leptogenys maya
- Leptogenys mayotte
- Leptogenys melena
- Leptogenys melzeri
- Leptogenys mengzii
- Leptogenys meritans
- Leptogenys mexicana
- Leptogenys microps
- Leptogenys minchinii
- Leptogenys minima
- Leptogenys mjobergi
- Leptogenys modiglianii
- Leptogenys moelleri
- Leptogenys montuosa
- Leptogenys mucronata
- Leptogenys mutabilis
- Leptogenys myops
- Leptogenys namana
- Leptogenys namoroka
- Leptogenys navua
- Leptogenys nebra
- Leptogenys neutralis
- Leptogenys nigricans
- Leptogenys nitens
- Leptogenys nuserra
- Leptogenys oaxaca
- Leptogenys occidentalis
- Leptogenys optica
- Leptogenys orchidioides
- Leptogenys oresbia
- Leptogenys oswaldi
- Leptogenys panops
- Leptogenys papuana
- Leptogenys paraense
- Leptogenys parvula
- Leptogenys pavesii
- Leptogenys peninsularis
- Leptogenys peringueyi
- Leptogenys peruana
- Leptogenys peuqueti
- Leptogenys phylloba
- Leptogenys pilaka
- Leptogenys pinna
- Leptogenys piroskae
- Leptogenys pittieri
- Leptogenys podenzanai
- Leptogenys pompiloides
- Leptogenys princeps
- indiai ászkahangya (Leptogenys processionalis)
- Leptogenys pruinosa
- Leptogenys pubiceps
- Leptogenys pucuna
- Leptogenys punctata
- Leptogenys punctaticeps
- Leptogenys punctiventris
- Leptogenys pungui
- Leptogenys purpurea
- Leptogenys pusilla
- Leptogenys quadrata
- Leptogenys quiriguana
- Leptogenys quirozi
- Leptogenys rabebe
- Leptogenys rabesoni
- Leptogenys ralipra
- Leptogenys rasila
- Leptogenys ravida
- Leptogenys reggae
- Leptogenys regis
- Leptogenys ridens
- Leptogenys ritae
- Leptogenys roberti
- Leptogenys rouxi
- Leptogenys rufa
- Leptogenys rufida
- Leptogenys rugosopunctata
- Leptogenys sagaris
- Leptogenys sahamalaza
- Leptogenys santacruzi
- Leptogenys saussurei
- Leptogenys schwabi
- Leptogenys serrata
- Leptogenys sianka
- Leptogenys sjostedti
- Leptogenys socorda
- Leptogenys sonora
- Leptogenys spandax
- Leptogenys stenocheilos
- Leptogenys sterops
- Leptogenys strator
- Leptogenys striatidens
- Leptogenys stuhlmanni
- Leptogenys strena
- Leptogenys stygia
- Leptogenys suarensis
- Leptogenys sulcinoda
- Leptogenys tama
- Leptogenys tatsimo
- Leptogenys terroni
- Leptogenys testacea
- Leptogenys tiobil
- Leptogenys titan
- Leptogenys toeraniva
- Leptogenys toxeres
- Leptogenys transitionis
- Leptogenys tricosa
- Leptogenys triloba
- Leptogenys trilobata
- Leptogenys truncata
- Leptogenys truncatirostris
- Leptogenys tsingy
- Leptogenys turneri
- Leptogenys unistimulosa
- Leptogenys variabilis
- Leptogenys varicosa
- Leptogenys vatovavy
- Leptogenys venatrix
- Leptogenys vindicis
- Leptogenys violacea
- Leptogenys vitiensis
- Leptogenys vitsy
- Leptogenys voeltzkowi
- Leptogenys vogeli
- Leptogenys volcanica
- Leptogenys watsoni
- Leptogenys wheeleri
- Leptogenys yerburyi
- Leptogenys yocota
- Leptogenys zapyxis
- Leptogenys zhuangzii
- Leptogenys zohy